# Schizonampa
Schizonampa är ett släkte av mångfotingar. Schizonampa ingår i familjen storjordkrypare.
Kladogram enligt Catalogue of Life:
| Schizonampa | \| \| Schizonampa africana \| \| \| \| \| \| Schizonampa libera \| \| \| \| \| \| Schizonampa manni \| \| \| \| |
|             | \| \| Schizonampa africana \| \| \| \| \| \| Schizonampa libera \| \| \| \| \| \| Schizonampa manni \| \| \| \| |
|             | Schizonampa africana                                                                                            |
|             | |
|             | Schizonampa libera                                                                                              |
|             | |
|             | Schizonampa manni                                                                                               |
|             | |